# Putschversuch in Mauretanien 1981

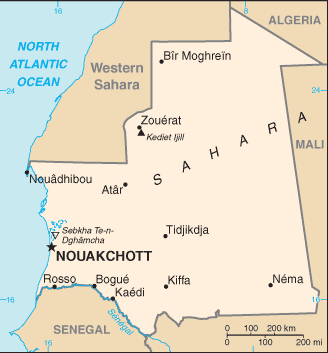
Karte von Mauretanien

Der Putschversuch in Mauretanien 1981 (arabisch محاولة انقلاب 1981 في موريتانيا, französisch Tentative de coup d’État de 1981 en Mauritanie, englisch 1981 Mauritanian coup attempt) war ein gewaltsamer Putschversuch in Mauretanien, welcher sich am 16. März 1981 ereignete.

## Ablauf
Der Putschversuch wurde von Teilen des Militärs und der oppositionellen Alliance pour une Mauritanie démocratique (Allianz für ein Demokratisches Mauretanien, AMD) durchgeführt. Anführer waren Lieutenant-Colonel (Oberstleutnant) Ahmed Salim Ould Sidi (ehemaliger stellvertretender Vorsitzender des Comité militaire de salut national – CMSN) und Oberstleutnant Mohamed Abdelkader (Kommandant der Force Aérienne Islamique de Mauritanie, FAIM). In der Hauptstadt Nouakchott kam es zu schweren Kämpfen, bevor die Putschisten von Truppen besiegt wurden, die dem damaligen Staatsoberhaupt (dem Vorsitzenden des CMSN), Oberst Mohamed Khouna Ould Haidalla, treu ergeben waren.
Abdelkader wurde bei den Kämpfen getötet, während Sidi anschließend hingerichtet wurde.
Am 25. April beschlossen Haidalla und die CMSN, die junge Zivilregierung von Sid Ahmed Ould Bneijara (ernannt erst am 12. Dezember 1980) durch eine sechsköpfige Militärregierung unter Colonel Maaouya Ould Sid’Ahmed Taya zu ersetzen.